# 4e cérémonie des Chlotrudis Awards
La 4e cérémonie des Chlotrudis Awards, décernés par la Chlotrudis Society for Independent Film, a eu lieu en mars 1998, et a récompensé les meilleurs films indépendants de l'année précédente.

## Palmarès

### Meilleur film
- L.A. Confidential
  - De beaux lendemains (The Sweet Hereafter)
  - The Full Monty - Le Grand Jeu (The Full Monty)
  - L'Invitée de l'hiver (The Winter Guest)
  - Shall We Dance? (Shall we ダンス?)
  - Une vie normale (''Hollow Reed)

### Meilleur réalisateur
- Curtis Hanson pour L.A. Confidential
  - Atom Egoyan pour De beaux lendemains (The Sweet Hereafter)
  - Ang Lee pour Ice Storm (The Ice Storm)
  - Angela Pope pour Une vie normale (Hollow Reed)
  - Alan Rickman pour L'Invitée de l'hiver (The Winter Guest)

### Meilleur acteur
- Russell Crowe pour le rôle de Bud White dans L.A. Confidential
  - Johnny Depp pour le rôle de Donnie Brasco / Joseph D. Pistone dans Donnie Brasco
  - Martin Donovan pour le rôle de Martyn Wyatt dans Une vie normale (Hollow Reed)
  - Al Pacino pour le rôle de Benjamin 'Lefty' Ruggiero dans Donnie Brasco
  - Guy Pearce pour le rôle d'Ed Exley dans L.A. Confidential
  - Kôji Yakusho pour le rôle de Shohei Sugiyama dans Shall We Dance? (Shall we ダンス?)

### Meilleure actrice
- Helena Bonham Carter pour le rôle de Kate Croy dans Les Ailes de la colombe (The Wings of the Dove) et pour le rôle de Margaret MacNeil dans Margaret's Museum
  - Judy Davis pour le rôle de Joan dans Les Enfants de la Révolution
  - Minnie Driver pour le rôle de Debi Newberry dans Tueurs à gages (Grosse Pointe Blank)
  - Alison Folland pour le rôle de Claude dans All Over Me
  - Helen Hunt pour le rôle de Carol Connelly dans Pour le pire et pour le meilleur (As Good as It Gets)
  - Sarah Polley pour le rôle de Nicole Burnell dans De beaux lendemains (The Sweet Hereafter)
  - Emma Thompson pour le rôle de Frances dans L'Invitée de l'hiver (The Winter Guest)

### Meilleur acteur dans un second rôle
- Kevin Spacey pour le rôle de Jack Vincennes dans L.A. Confidential
  - Mark Addy pour le rôle de Dave dans The Full Monty - Le Grand Jeu (The Full Monty)
  - Sam Bould pour le rôle d'Oliver Wyatt dans Une vie normale (Hollow Reed)
  - Rupert Everett pour le rôle de George Downes dans Le Mariage de mon meilleur ami (My Best Friend's Wedding)
  - Liev Schreiber pour le rôle de Carl Petrovic dans En route vers Manhattan (The Daytrippers)
  - Antony Sher pour le rôle du Premier ministre Benjamin Disraeli dans La Dame de Windsor (Mrs. Brown) et pour le rôle de Jack dans La Rage de vivre (Indian Summer)

### Meilleure actrice dans un second rôle
- Joan Cusack pour le rôle de Marcella dans Tueurs à gages (Grosse Pointe Blank) et pour le rôle d'Emily Montgomery dans In and Out
  - Janeane Garofalo pour le rôle de Heather Mooney dans Romy et Michelle, 10 ans après (Romy and Michele's High School Reunion)
  - Phyllida Law pour le rôle d'Elspeth dans L'Invitée de l'hiver (The Winter Guest)
  - Julianne Moore pour le rôle d'Amber Waves dans Boogie Nights et pour le rôle de Mia dans Back Home (The Myth of Fingerprints)
  - Christina Ricci pour le rôle de Wendy Hood dans Ice Storm (The Ice Storm)
  - Maggie Smith pour le rôle de la tante Lavinia Penniman dans Washington Square

### Meilleur scénario
- L.A. Confidential – Brian Helgeland et Curtis Hanson
  - Donnie Brasco – Paul Attanasio
  - Will Hunting (Good Will Hunting) – Matt Damon et Ben Affleck
  - Tueurs à gages (Grosse Pointe Blank) – Tom Jankiewicz, D.V. DeVincentis, Steve Pink et John Cusack
  - Une vie normale (Hollow Reed) – Paula Milne
  - Back Home (The Myth of Fingerprints) – Bart Freundlich

### Meilleure photographie
- L.A. Confidential – Dante Spinotti
  - Le Mystère des fées : Une histoire vraie (FairyTale: A True Story) – Michael Coulter
  - Ice Storm (The Ice Storm) – Frederick Elmes
  - Les Feluettes (Lilies) – Daniel Jobin
  - Back Home (The Myth of Fingerprints) – Stephen Kazmierski
  - L'Invitée de l'hiver (The Winter Guest) – Seamus McGarvey